# 4897 Томгамільтон
4897 Томгамільтон (4897 Tomhamilton) — астероїд головного поясу, відкритий 22 серпня 1987 року.
Тіссеранів параметр щодо Юпітера — 3,195.